# کاستلانا سیولا
کاستلانا سیولا (به ایتالیایی: Castellana Sicula) یک کومونه در ایتالیا است که در استان پالرمو واقع شده‌است.

## خصوصیات
کاستلانا سیولا ۷۲٫۶ کیلومترمربع مساحت و ۳٬۷۳۸ نفر جمعیت دارد.

## خواهرخوانده
شهر آلتامورا خواهرخواندهٔ کاستلانا سیولا هست.